# Anigraea deletoides
Anigraea deletoides är en fjärilsart som beskrevs av Bethune-Baker 1906. Anigraea deletoides ingår i släktet Anigraea och familjen nattflyn. Inga underarter finns listade i Catalogue of Life.